# Szentesi VSC 91-esek Rögbi Klub
A szentesi rögbisek alakuló edzése 1991. március 18-án volt a szentesi MÁV pályán. A csapat tagjai főleg középiskolások voltak, ami az akkori felnőtt csapatokhoz képest jelentősen fiatalabb évjárat. Papp István támogatásával az alapító és a csapatot további 8 éven vezető, kezdetben játékos Vida-Szűcs Lajos volt, aki kecskeméti és BEAC-os klubtagság után tért vissza Szentesre.
- 1991. július 25-én a Szentesi Vasutas Sportegyesület - Posztós János elnök vezetésével - szakosztályává felvette a rögbicsapatot, a rögbicsapat szakosztályvezetője, ekkor Vida-Szűcs Lajos az SZVSC elnökségi tagja lett.
- 1991.09.01-jén a szentesi csapatot a Magyar Rögbi szövetség a tagjai közé vette..
- 1999-től 2008-ig Törőcsik Sándor volt a játékos-edző.
- 2008-tól Dobos Attila irányítja a csapatot.